# Eridan (zviježđe)
Eridan (lat. Eridanus) šesto je najveće od 88 modernih i jedno od 48 Ptolemejevih zviježđa. Nazvano je prema starogrčkom nazivu za rijeku Po.

## Vanjske poveznice
- The Deep Photographic Guide to the Constellations: Eridanus